# Marije Cornelissen
Marije Cornelissen (ur. 9 marca 1974 w Leeuwarderadeel) – holenderska polityk, posłanka do Parlamentu Europejskiego VII kadencji.

## Życiorys
Ukończyła studia z zakresu stosunków międzynarodowych na Uniwersytecie w Utrechcie. W latach 90. zaangażowała się w działalność polityczną w ramach Zielonej Lewicy. Pełniła funkcję asystentki eurodeputowanej Nel van Dijk ds. praw kobiet. Była także zatrudniona w biurze Europejskiej Partii Zielonych, zajmowała się koordynacją współpracy między partiami zielonych z wschodniej i zachodniej Europy. Od 2002 do 2003 była sekretarzem ds. międzynarodowych swojego ugrupowania, organizując manifestacje przeciwko wojnie w Iraku. Do 2009 pracowała w biurze przeciwdziałania dyskryminacji w prowincji Holandia Północna.
W 2004 kandydowała bezskutecznie do Europarlamentu. W wyborach w 2009 wystartowała ponownie, tym razem z trzeciego miejsca listy wyborczej GroenLinks. Po uzyskaniu mandatu w Parlamencie Europejskim VII kadencji przystąpiła do grupy Zielonych i Wolnego Sojuszu Europejskiego (jako jej wiceprzewodnicząca), a także do Komisji Zatrudnienia i Spraw Socjalnych oraz Komisji Praw Kobiet i Równouprawnienia.